# Замок Кірк
Замок Кірк (англ. Kirk Castle, ірл. Caislean na Circe) — Кашлен на Кірке) — ірландський замок в графстві Ґолвей між землями Маам та Дун. Стоїть на острові на озері Лох-Корріб.

## Історія замку Кірк
Замок збудували ірландські клани О'Коннор та О'Флахерті (О Флайбертах). Замком в свій час володіла Грейс О'Моллі (ірл. Grace O'Malley), яку ще називали Грайне Маол (ірл. Gráinne Mhaol), Грайнне Ні Майлле (ірл. Gráinne Ní Mháille) або Грануаль (ірл. Granuaile), «Королевою піратів» — жінці, що крім того була вождем свого клану, була ще ватажком піратів, що діяли біля берегів Ірландії в часи королеви Англії Єлизавети І. Замок, судячи по всьому був збудований в ХІ столітті, можливо на місці більш давньої фортеці. У 1225 році лорд-суддя закликав Одо О'Флахерті — вождя клану О'Флахерті відмовитись від замку Кірк на користь короля Коннахту Одо О'Коннора підтверджуючи тим самим вірність королю.
Є легенда про будівництво замку Кірк. Згідно з цією легендою, замок був побудований за одну ніч півнем і куркою. Острів на якому він стоїть по іншому ще називається Острів Курки. Замок Кірк є одним із найдавніших замків з армованою штукатуркою в Ірландії. Є версія, що замок був побудований у ХІІ столітті синами Родеріка О'Коннора (Руайдрі Ва Конхобайра) — останнього верховного короля Ірландії та короля Коннахту. У ті часи англо-норманські феодали спробували завоювати Ірландію. Ірландські клани і королі Ірландії чинили шалений опір і будували оборонні замки. Потім замок розбудовував Вільям Фіц-Аделм, перший феодал Де Бурго (пізніше прізвище Де Бурго змінилось на прізвище Берк), що теж був норманським феодалом, але став союзником ірландських королів в боротьбі за свободу Ірландії. Замок мав дуже неспокійну історію — на замок постійно нападали і брали в облогу. Один із відомих епізодів — це захист замку ірландським ватажком жінкою Грайнне Маолем (ірл. Grainne Mhaol) — вона ж же Грейс О'Моллі (ірл. Grace O'Malley). Ірландці вперто захищали замок — він був одним із острівців свободи Ірландії, аж доки Олівер Кромвель у 1654 році не захопив цей замок.
Інша назва замку Кірк — замок Хен — Замок Курки. Цей замок вважається найдавнішим замком такого типу в Ірландії. Це один із найнеприступніших замків в Ірландії — стоїть на скелястому острові серед озера з міцними стінами, високими баштами і великим запасом продовольства. Замок має багату історію і оповитий численними романтичними легендами.
Згідно з однією з легенд вожді клану О'Флахерті — лорди Коннемара розуміли наскільки буде важко збудувати замок в такому важкодоступному місці. Для того, щоб все-таки збудувати замок вони найняли відьму. Протягом ночі відьма заклинаннями і магією створила замок Кірк. Відьма залишила в замку чарівну курку і наказала доглядати за цією куркою і сказала, що доки будуть доглядати за цією куркою, доти замок буде неприступним і неушкодженим. Під час однієї з облог у захисників замку закінчились продукти і вони змушені були з'їсти курку. У той же день норманський феодал Де Бурго взяв штурмом замок і зруйнував його.
У XVI столітті королева Англії Єлизавета І щодо Ірландії використовувала політику «розділяй і владарюй» — ірландські клани ворогували між собою і поступово підпадали під владу Англії. Колись могутнє ірландське Королівство Коннахт занепало в результаті ворожнечі кланів. Кожен клан намагався використати ситуацію і зміцнити свою владу. Це стосувалось і володарів цих міць — клану О'Флахерті. Вождем клану О'Флахерті був в ті часи Донал ан Хогайд (ірл. Donal-an-Chogaidh) воював з сусідніми кланами і зрештою був вбитий. Загинув він якраз під час бою за замок Кірк. Він мужньо і до останнього бився за цей замок, завдяки чому він ввійшов до історії як Донал ан Куллаг. Вороги сподівалися, що з загибеллю вождя клану О'Флахерті прийде кінець. Справді, після смерті вождя в клані почалися чвари і боротьба за владу. Але вождем клану О'Флахерті стала дружина вбитого вождя — Грайне (Грейс). Вона настільки героїчно захищала замок, що замок почали називати не «Замок Півня» — Кашлен на Куллаг, а «Замок Курки» — Кашлен на Кірке.
Замок стояв в руїнах до ХІХ століття. У ХІХ столітті замок почали розбирати і каміння використовувати для будівництва особняків на берегах озера. Нині від замку лишились убогі руїни, які заросли травою і кущами і навіть важко уявити нині, як цей замок виглядав у давні часи.